# Galeria Potocka
Galeria Potocka – galeria sztuki współczesnej działająca w latach 1986–2010 w Krakowie w oficynie kamienicy przy placu Sikorskiego 10. Właścicielką galerii była Maria Anna Potocka.
Galeria zorganizowała blisko 100 wystaw i wydała 50 edycji katalogów sygnowanych przez artystów. Posiadała bibliotekę ze zbiorami wydawnictw polskich i zagranicznych poświęconych sztuce współczesnej. Gromadziła również dokumentacje artystów. Wydawała Magazyn Artystów „Tumult”.
Od początku istnienia ambicją właścicielki było stworzenie w Krakowie muzeum sztuki współczesnej. W trakcie działalności galerii zbudowała ona  kolekcję pochodzącą z darów artystów. W 2007, kiedy kolekcja tymczasowo przeniesiona została na krakowski Kazimierz, liczyła ona około 800 eksponatów. Początkowo eksponowana była w Muzeum Sztuki Nowoczesnej w Niepołomicach, a w latach 2011 i 2014 trafiła jako darowizna do Muzeum Sztuki Współczesnej w Krakowie MOCAK, którego Maria Anna Potocka jest dyrektorką od 2010. 

## Artyści prezentowani w galerii[potrzebnyprzypis]
Eric Andersen, Tomasz Bajer, Jerzy Bereś, Iwan Bielutin, John Blake, Bernh. Joh. i Anna Blume, Wojciech Bruszewski, Rafał Bujnowski, Marek Chlanda, Stanisław Cichowicz, Josef Dabering, Marta Deskur, Danny Devos, Andrzej Dłużniewski, Stanisław Dróżdż, Stano Filko, Paweł Freisler, Ken Friedman, Adam Garnek, Jacob Gasteiger, Jochen Gerz, Trevor Gould, Peter (Piotr) Grzybowski, Al Hansen, Noel Harding, Matthias Herrmann, Dick Higgins, Ewerdt Hilgemann, Alexander Honory, Nan Hoover, Taka Iimura, Matthias Jackish, Przemysław Jasielski, Rolf Julius, Wolf Kahlen, Jerzy Kałucki, Koji Kamoji, Milan Kniżak, Jarosław Kozłowski, Rolf Langebartels, Zbigniew Libera, Piotr Lutyński, Hanna Łuczak, Zbigniew Makarewicz, Peter Mandrup, Vlado Martek, Jan Mlcoch, Helmut Nickels, Boris Nieslony, Tomasz Osiński, Jan Pamuła, Andrzej Partum, Geza Perneczky, Bogdan Perzyński, Mieczysław Porębski, David Rabinowitch, Norbert Radermacher, Jerzy Rosołowicz, Zbigniew Sałaj, Wilhelm Sasnal, Bogusław Schaeffer.